# Torrente Valle Cespedello
Il torrente Valle Cespedello (Cagnello o Cagnèl, detto a Cercino) è un corso d'acqua lungo 3,35 km, che nasce sul monte Erbea, nel comune di Traona in provincia di Sondrio. Il principale corso d'acqua scorre nel comune di Cercino, dove fa la maggioranza del suo percorso fino alla frazione di Piussogno, dove sfocia nel fiume Adda.